# Zespół Szkół w Prudniku
Zespół Szkół w Prudniku – zespół publicznych szkół znajdujący się w Prudniku przy ulicy Dąbrowskiego 2. W skład zespołu wchodzą: Publiczna Szkoła Podstawowa nr 4 im. Marii Konopnickiej (założona w 1959), Publiczne Przedszkole nr 3, Publiczne Przedszkole nr 7 i Żłobek nr 1. Organem prowadzącym szkołę jest gmina Prudnik.

## Historia
Według planu miasta z 1920, w miejscu późniejszej placówki szkolnej stały wówczas budynki z numeracją od 2 do 12. W miejscu późniejszego boiska przyszkolnego stał czterokondygnacyjny budynek szkoły ewangelickiej Stowarszyszenia Chrześcijańskiego, zniszczony przez ostrzał artyleryjski Armii Czerwonej podczas walk o Prudnik w marcu 1945. W późniejszym okresie w miejscu szkoły znajdował się pusty plac.
Budowa obiektu szkoły rozpoczęła się 15 sierpnia 1958. Został oddany do użytku 14 listopada 1959. Powstała jako „szkoła świecka”, głównie dla dzieci kadry zawodowej prudnickiego garnizonu, milicjantów i działaczy partyjnych. Pierwszym kierownikiem szkoły został Marcin Balcerek. W 1960 Szkoła Podstawowa nr 4 otrzymała imię Marii Konopnickiej.
W latach 1986–1989 szkoła została zmodernizowana z inicjatywy dyrektorów Ryszarda Rowińskiego i Jana Ebela. Dobudowano 9 sal lekcyjnych, aulę szkolną oraz pomieszczenie świetlicy. Powstała także sala gimnastyczna. 1 września 1993 otwarto salę komputerową.

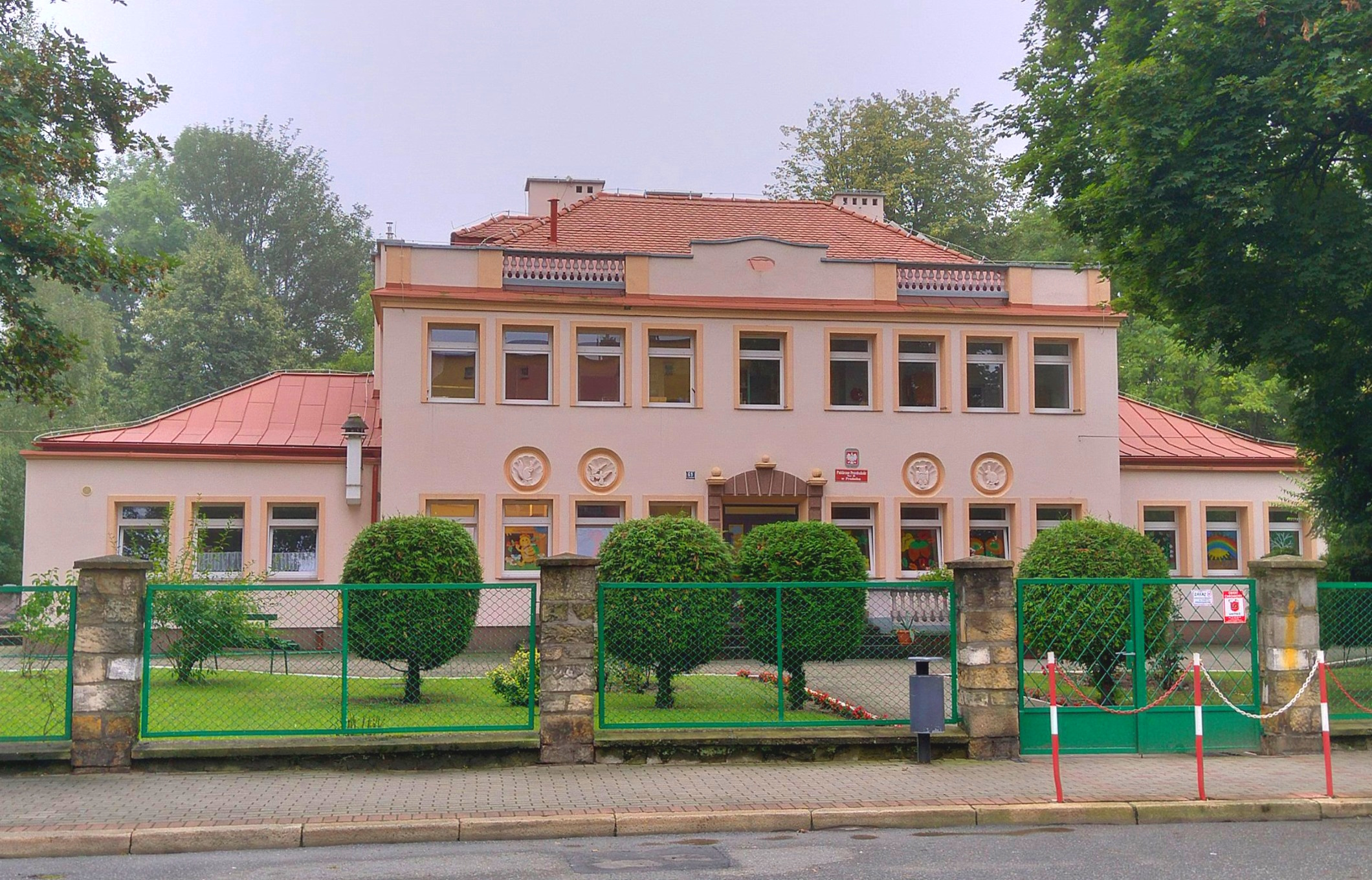
Publiczne Przedszkole nr 3

Od 1999 do 2019 w budynku szkolnym mieściło się Publiczne Gimnazjum nr 2 im. Jana Pawła II. W skład utworzonego w 2009 Zespołu Szkół w Prudniku weszły: Publiczna Szkoła Podstawowa nr 4, Publiczne Gimnazjum nr 2, Publiczne Przedszkole nr 3 i Publiczne Przedszkole nr 7.
Gimnazjum nr 2 zostało zlikwidowane w związku z reformą systemu oświaty z 2017. W marcu 2021 zajęcia w Szkole Podstawowej nr 4 zostały zawieszone z powodu pandemii COVID-19.
Publiczne Przedszkole Nr 3 ma swoją siedzibę przy ul. Piastowskiej 69, a Publiczne Przedszkole Nr 7 przy ul. Ogrodowej 1. W 2022 w wydzielonej części budynku Przedszkola nr 7 utworzono Żłobek nr 1.

## Dyrektorzy szkoły
Dyrektorzy Szkoły Podstawowej nr 4 (1959–1999)
- 1959–1972: Marcin Balcerek[6]
- 1972–1989: Ryszard Rowiński[7]
- 1989–1999: Jan Ebel[7]

Dyrektorzy Gimnazjum nr 2 (1999–2009)
- 1999–2004: Jan Ebel[7]
- 2004–2009: Janusz Bazydło[4]

Dyrektorzy Zespołu Szkół (od 2009)
- 2009–2019: Krystyna Wróblewska[4]
- od 2019: Janusz Bazydło[4]

## Absolwenci
- Andrzej Dereń – dziennikarz, historyk
- Bogusław Pawłowski – antropolog, profesor nauk biologicznych[12]
- Ewa Płonka – śpiewaczka operowa[13]
- Radosław Roszkowski – samorządowiec, starosta powiatu prudnickiego[14]
- Kacper Stalicki – koszykarz
- Jarosław Wasik – piosenkarz, autor tekstów, kompozytor